# Eurico Gomes
Eurico Gomes (Santa Marta de Penaguião, 29 settembre 1955) è un allenatore di calcio ed ex calciatore portoghese, di ruolo difensore.

## Palmarès

### Giocatore

#### Competizioni nazionali
- Campionato portoghese: 6

Benfica: 1975-1976, 1976-1977
Sporting Lisbona: 1979-1980, 1981-1982
Porto: 1984-1985, 1985-1986
- Coppa del Portogallo: 2

Sporting Lisbona: 1981-1982
Porto: 1983-1984
- Supercoppa di Portogallo: 2

Porto: 1983, 1984

#### Competizioni internazionali
- Coppa dei Campioni: 1

Porto: 1986-1987